# Hai Gaon
Hai Gaon (Hai = Chija; Hai ben Scherira Gaon; auch Haj oder Chai, hebräisch האיי בר שרירא; * 939; † 28. März 1038) war Gaon zu Pumbedita in Babylonien als Nachfolger seines Vaters Scherira Gaon.

## Leben und Wirken
Hai Geon erhielt seine talmudische Ausbildung von seinem Vater, Sherira ben Hanina und war in jungen Jahren dessen Lehrassistent. In seinem 44. Lebensjahr wurde er mit seinem Vater zum „av bet din“ und fällte mit ihm viele gemeinsame Entscheidungen. 
Infolge der Verleumdungen ihrer Gegner wurden Hai und sein Vater gemeinsam inhaftiert und ihr Besitz wurde 997 vom abbasidischen Kalifen al-Qādir konfisziert. Die Gefangenschaft war nur von kurzer Dauer, doch kurz darauf, im Jahr 998, ernannte der betagte und gebrechliche Sherira seinen Sohn zum Gaon. Hais Amtseinführung wurde von der jüdischen Bevölkerung mit großer Begeisterung aufgenommen.
Hai zählt zu den bedeutendsten Geonim überhaupt, betätigte sich als Dezisor (halachische Einzelschriften, Responsen) und schrieb hauptsächlich arabisch.
Sein Mischna-Kommentar ist verloren gegangen.